# Tour de l'Horloge (Vevey)
Pour les articles homonymes, voir Tour de l'Horloge.
La tour de l’Horloge est un monument de la ville de Vevey, dans le canton de Vaud, en Suisse. Elle est située entre la rue d’Italie et la place orientale. À ses pieds se trouve la Fontaine orientale.

## Historique
En 1839, Vincent Perdonnet, agent de change ayant fait fortune en France, lègue à la Ville de Vevey un montant considérable, sous condition que la commune procède à toute une série d’aménagements destinés à moderniser l’agglomération. Pour ce quartier oriental, dit anciennement Bourg de Bottonens, Perdonnet demande « une espèce de construction jugée nécessaire pour supporter une horloge à quatre cadrans, à minutes et chiffres arabes », un tour horloge qui doit être implantée à proximité de la Fontaine orientale.
Cette nouvelle construction sera en définitive un compromis entre les idées soumises par plusieurs architectes vaudois et genevois. Mais elle relève surtout des diverses esquisses de Philippe Franel, architecte entrepreneur de Vevey, qui propose notamment un projet néo-gothique renvoyant non seulement au château de l'Aile alors en transformation par ses soins, mais rappelant également, très modestement, les beffrois communaux de la fin du Moyen Âge tels qu’on peut en voir encore de prestigieux exemples aux hôtels de ville d’Arras et de Compiègne.
Le donateur, Vincent Perdonnet, trouvant cependant que ce dessin néo-médiéval ne saurait convenir à ses projets de modernisation urbaine, intervient par l’intermédiaire de son architecte-consultant Henri Perregaux, qui avait été chargé de la transformation de sa maison de Mon-Repos à Lausanne. Perregaux est par conséquent chargé de soumettre de nouveaux plans « dans le style moderne ».
Après de nombreuses hésitations et consultations d’experts, on se décide finalement pour le projet de Perregaux, mais avec un couronnement en forme d'édicule à pilastres conçu par Philippe Franel.
L’ensemble de la tour avec sa Fontaine orientale attenante, a été déplacé d’une quinzaine de mètres en 1967 pour élargir la place et faciliter le trafic des véhicules.
Elle est classée monument historique en 1954 et listée parmi les biens culturels d'importance régionale.